# 思ひ出す事など
「思ひ出す事など」（おもいだすことなど）は、夏目漱石が1910年（明治43年）の修善寺の大患を自ら描いた随想。漱石の前期3部作と後期3部作の中間の時期に書かれた。

## 初出
第1回から32回までは1910年10月29日から1911年2月20日の間に間欠的に、最後の33回目は1911年4月13日に「病院の春」と題して、朝日新聞に掲載された。

## 背景
漱石は1910年6月18日から7月31日まで胃潰瘍で長与胃腸病院に入院していた。退院後、門下の松根東洋城が北白川宮の避暑に随行して修善寺に行くことになり、漱石は養生のつもりで修善寺へ同行した。
ところが漱石の胃はむしろ悪化し、8月17日に吐血。東洋城が東京へ連絡し、翌18日に長与病院の森成麟造医師と坂元雪鳥が、19日に妻の鏡子が修善寺に到着。彼らの見守る中で8月24日に漱石は3たびの吐血をし危篤となった。
幸いにその後回復に向かい、10月11日に東京に移送され、長与胃腸病院に入院。翌年の2月26日に同院を退院した。つまり1-32章は長与病院入院中に書かれている。

## 内容
内容は以下の3部に分けることができる。

### 1-7章
長与胃腸病院での日常の報告、随想。これには見舞の連絡をもらった多くの人々への報告の意味があった（5章）。
- 2章　長与院長の死を知った。
- 4章　「思い出すことなど」の原稿を書いていたら池辺三山に叱られた。

### 8-15章
8月6日から24日の危篤に至るまでの修善寺での回想。この随想の中核をなす。
- 8章　8月17日の吐血。野田医師が診察。松根東洋城が長与胃腸病院に電話で連絡し、森成麟造医師と坂元雪鳥が来ることになった。
- 9章　時間が戻る。8月6日に漱石と東洋城は修善寺に行った。東洋城ら北白川宮の一行は菊屋別館に、漱石は8月7日から菊屋本館に宿泊。東洋城は8月22日に修善寺を去り、漱石は修善寺にとり残される形になった。
- 10章　8月6日からの雨は、関東一帯の歴史的豪雨となった。漱石の状況がかんばしくないと東洋城が8月12日に漱石宅に手紙を送ったら、鏡子が山田家の電話を借りて菊屋へ連絡してきた。漱石は相手が鏡子とわからず丁寧語で応対した。
- 11章　関東の水害についての手紙が鏡子から来た。森田草平の借家がつぶれかけたため、13日に緊急転居したことなど。
- 12章　17日の吐血の連絡を受け、18日に森成麟造医師と坂元雪鳥が、19日に鏡子が、修善寺菊屋に到着。
- 13章　24日夕に長与病院の杉本東造副院長が到着。「さほど悪くない」と診断したところ、その2時間後に吐血した。30分意識消失。その間にカンフルが16筒以上使われた。
- 14章　再び意識が遠くなり、杉本さんと森成さんがドイツ語で「駄目だろう」「ええ」などと会話。森成さんと雪鳥君に両手を握られたまま朝を迎える。
- 15章　30分意識消失していたことについての考察。

### 16-33章
8月25日以後の修善寺での回復過程。ただし漱石の思考の記載が多く、できごとを記した部分は比較的少ない。
- 16章　杉本医師は帰京した。かわりに看護婦を2人派遣してくれた。
- 25章　長女次女三女が面会に来た。
- 26章　食事が増え粥を食べられるようになった。
- 32章　担架に乗せてもらって東京に戻った。
- 33章　長与胃腸病院で1911年（明治44年）を迎え、2月26日に退院した。

## おもな登場人物
夏目鏡子
漱石の妻。8月17日には子供の避暑のため茅ヶ崎にいて、漱石吐血の電報を18日に知った。19日午後に修善寺到着。「思い出すことなど」には書かれていないが、8月20日に森成医師が「私は東京に帰ります」と言ったところ、鏡子は「こっちへくる前に胃腸病院へわざわざ行って、旅行してもいいかどうかを伺って快諾を得て来たので．．．私から言えば、お医者の診察違いとでも言いたいところだのに、その病人をうっちゃって帰るなどとはもってのほか」と詰め寄り翻意させる一幕もあった。8月24日から9月7日までの漱石の日記は鏡子の代筆。「思い出すことなど」の中で鏡子についての記述があるのは28章まで。
松根東洋城
本名は松根豊次郎。北白川宮の避暑に随行し8月6日修善寺へ行った。漱石は東洋城と同行する予定だったが、東洋城は汽車に乗り遅れた。東洋城ら北白川宮一行は菊屋別館に宿泊。東洋城は8月22日に東京に戻り、漱石の24日の危篤のことは知らずにいた。
森成麟造
8月17日の漱石吐血の報を受け、長与胃腸病院が送った医者。当時26歳。24日の危篤時には終夜漱石の手を握ったとある。9月に粥食を許可（26章）。漱石退院後の1911年4月、新潟県高田市（現上越市）に帰郷し開業。漱石は12日に自宅で送別会を開いた。
坂元雪鳥
本名は白仁三郎。旧制五高での漱石の教え子。東大を卒業し1907年7月東京朝日新聞社に入社。しばしば朝日新聞社と漱石の連絡役をした。1909年に退社。翌年8月17日の漱石吐血の報を受けて、東京朝日新聞は彼を臨時記者として依頼し修善寺に送った。8月24日の危篤時には30通以上の電報を東京に送った。25日以後は「思い出すことなど」に彼の記載はない。
杉本東造
長与胃腸病院副院長。8月24日夕に修善寺の菊屋に着。「さほど悪くない」と見立てた2時間後、漱石は吐血し危篤となった。一泊し25日に帰京。
長与称吉
長与胃腸病院院長。10月11日に漱石は修善寺から同院に帰った。それで挨拶しようとしたら、すでに9月5日に死んでいた（2章）。
野田洪哉
修善寺の大和堂医院の院長。「思い出すことなど」には本名は記されていない。8月17日に漱石が吐いたものは血であると指摘し、帰京を勧めた。24日の危篤時には杉本の指示で食塩水輸液を準備し、それが使われ、漱石の救命に貢献した。
渋川玄耳
東京朝日新聞社会部長。1909年11月に文芸欄が独立するまで、東京朝日の小説欄は社会部の担当だった。8月17日の吐血の連絡を受けて、坂元雪鳥に、森成医師とともに修善寺に行くよう依頼した。「思い出すことなど」には書かれていないが、8月20日に漱石を見舞い修善寺に一泊した。
池辺三山
東京朝日新聞主筆。1907年に漱石を朝日新聞社に招いた。漱石が修善寺から帰ったあと、長与病院に入院しながら「思い出すことなど」の原稿を書いていたら、余計な事だと叱りつけた（4章）。1911年9月、社内内紛から東京朝日新聞を退社。

## 菊屋のその後
漱石が宿泊した菊屋本館は戦後解体され、当時の別館が現在の本館になった。修善寺の筥湯（はこゆ　源頼家暗殺の場）の横に本館跡の掲示がある。
菊屋本館2階の漱石が吐血した部屋は、修善寺虹の郷へ移築され、「夏目漱石記念館」となっている。